# Megaphragma deflectum
Megaphragma deflectum är en stekelart som beskrevs av Lin 1992. Megaphragma deflectum ingår i släktet Megaphragma och familjen hårstrimsteklar. Inga underarter finns listade i Catalogue of Life.